# Олександр Ліберман

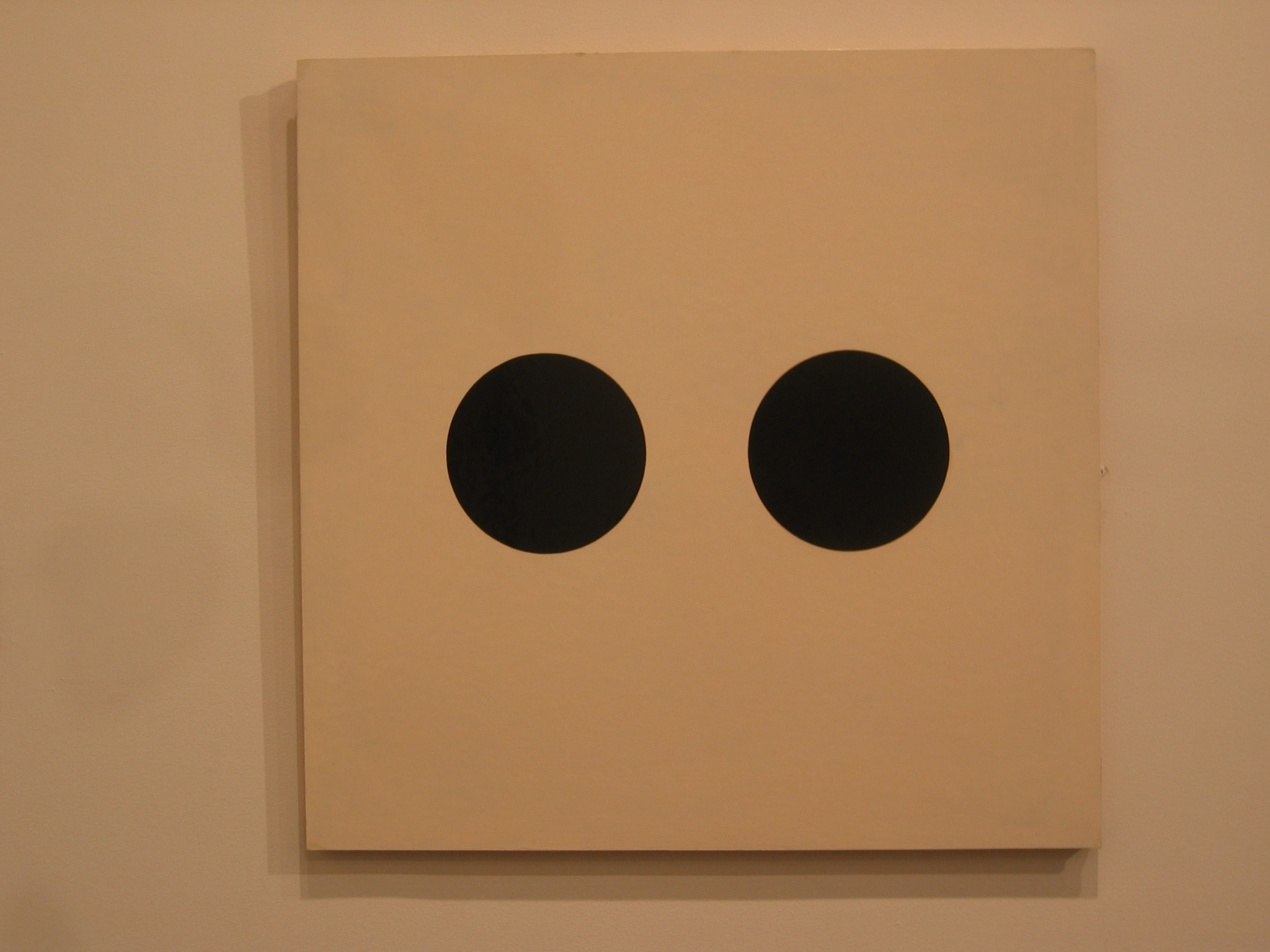
Два круги. (Metropolitan Museum of Art)

Олександр Ліберман (англ. Alexander Liberman; 4 вересня 1912 року, м. Київ — 19 листопада 1999 року, США) — французький і американський художник, скульптор, редактор.

## Біографія
Олександр Ліберман народився в Києві 4 вересня 1912 року у єврейській родині підприємця Семена Лібермана і акторки Генрієтти Миронівни Паскар. Його юність пройшла між Санкт-Петербургом і Москвою. Після російської революції його родина емігрувала до Англії. Він навчався в Москві, Лондоні, в Парижі, де брав уроки у Андре Лоте, проходив навчання у Школі витончених мистецтв, щоб вивчати архітектуру, співпрацював з Кассандром. У 1936 році він одружився з спортсменкою, чемпіонкою з лижного спорту, Хільдою Штурм.
Олександр Ліберман стоїть біля витоків кар'єри багатьох фотографів, як і у деяких художніх керівників того часу, ім'я Ірвінга Пенна невіддільне від нього. Після війни він заохочував Генрі Кларка пройти курси у Бродовича, а потім найняв його для трьох основних міжнародних видань Vogue Він також найняв у 1949 році для американського видання Нормана Паркінсона з британського Vogue, пізніше Дебору Тербевіль та Артура Елгорта. У середині 1970-х він зв'язався з французом Патріком Демаршелє, який щойно прибув до Нью-Йорка, і замовив у нього кілька зображень. Фотограф розпочав більш ніж сорокарічну співпрацю з журналами Condé Nast. "Ліберман дуже добре знав, чого хоче. За умови, що ми поважали цю угоду, ми мали певну свободу " уточнює Демаршелє.

## Трудова і творча діяльність
Олександр Ліберман свою кар'єру розпочав з ілюстрованого журналу «Vu». У 1929 році працював у жанрі репортажна фотографія. Через рік став художнім керівником, а потім головним редактором журналу.
Згодом він виїхав на південь Франції і створював нові композиції. Через три роки після одруження він розлучився з Хільдою Штурм і одружився з Тетяною дю Плессі, а потім на Мелінді після смерті Тетяни.
Після початку кар'єри у Франції він переїхав до Нью-Йорка, де встановив співробітництво з Ірвінгом Пенном. Він також спілкувався з багатьма чудовими фотографами моди, такими як Хорст П. Хорст, Сесіл Бітон, Генрі Кларк, Ервін Блюменфельд. Ліберман представив різні види мистецтва. Після прибуття до Нью-Йорка під час війни він відновив зв'язок з Фогелем. Олександр Ліберман зустрічається з художнім керівником американського Vogue Мехемедом Фехмі Ага, також росіянином, який дав йому негативну рекомендацію: «Вибачте, ви не створені для Vogue». Ліберман приєднався до видання Condé Nast незадовго до смерті його власника у відділі виробників моделей, займаючись привілейованим чином з обкладинкою Vogue. З самого початку, інноваційний, він виділявся якістю своїх композицій і швидко став особистим консультантом Condé Montrose Nast, на шкоду впливу доктора Аги, художнього керівника, який потім поступово втратив свою силу. Потім Наст намагався змінити редакційний вміст Vogue на щось більш інформативне з підписами до кожної фотографії або заголовками статей на обкладинці.

### Художній керівник
Одразу після смерті Наста наприкінці 1942 року доктор Ага, втомлений від зверхності Лібермана, подав у відставку. Місяцем пізніше Олександр Ліберман був призначений художнім керівником Vogue, керуючи журналом разом з Едною Вулман Чейз. У 1943 році він найняв у якості помічника Ірвінга Пенна; для цього треба знайти ідеї та встановити зв'язок між художнім напрямком і фотографами Vogue в цілому. Але ця співпраця не привела до очікуваної мети, визнані фотографи того часу, такі як Бітон або Блюменфельд, не мали нічого спільного з вимогами дуету Лібермана-Пенна. Потім Олександр Ліберман просить Пенна зробити фотографії самому; він призначає місце у фотостудії журналу.
Як тільки війна закінчилася, Олександр Ліберман знав, що журнал має змінити свій стиль, і швидко нав'язав свій інноваційний стиль, змінивши журнал типографіку, шрифт, макет, який застарів. Олександр Ліберман намагається — безуспішно — найняти Річарда Аведона. Але Чейз, головний редактор Vogue протягом десятиліть, залишається дуже консервативним і виступає проти будь-яких змін, незважаючи на аргументи Лібермана, який намагався зробити журнал «елегантним і привабливим». У 1952 році Чейза, якому тоді було сімдесят сім років, після чудової кар'єри, замінила Джессіка Дейвс Дейвс, не маючи жодних знань у макеті чи фотографії, дав повну волю Ліберману не без того, що іноді породжувало конфлікти між запеклим консерватизмом головного редактора та переповненою уявою художнього керівника. Незважаючи ні на що, дует, утворений таким чином, розвиває інтелектуальний рівень журналу до більшої кількості текстів та відкритості. Для Джесіки Девіс знання Лібермана в цій галузі є фундаментальним надбанням, і він контролює кожну статтю про мистецтво та створює кілька серій фотографій. У той же час він розробив особистий проект — фотографування майстерень великих художників.

## Публікації
Через двадцять років після того, як Ліберман став художнім керівником Vogue, він став редактором, керуючи міжнародними виданнями, включно з французьким Vogue. У 1970-х роках диктаторська система Діани Вріланд показала свої межі. «Це було як вижити в божевільні». У липні 1971 року її замінює Грейс Мірабелла, обраницю Лібермана, який підтримуватиме її роками. У цей час, на відміну від епохи Діану Вріланд, Олександр Ліберман контролює все в журналі за погодженням з Мірабеллою і має останнє слово. Разом вони утворюють злагоджену команду. «Мені сподобався її спосіб мислення», — уточнює він. Але ця кількарічна угода не триває, і всередині журналу відчуваються розбіжності, Ліберман часто перебуває в опозиції на редакційній лінії.
Журнал Elle успішно виходить у США, наступного року Олександр Ліберман подав нову модель журналу Ґрейс Мірабелла, бажаючи бути в ногу з часом.
Ліберман залишався на посаді директора до початку 1990-х років і помер у 1999 році.